# Katrin Amunts
Katrin Amunts (ur. 5 września 1962 w Poczdamie) – niemiecka neurobiolożka. Jest profesorem C.O.Vogt Institute for Brain Research na Uniwersytecie w Düsseldorfie, a także dyrektorem Institute of Neuroscience and Medicine in INM-1. Zajmuje się w szczególności procesami mapowania mózgu.

## Kariera
Katrin Amunts studiowała medycynę i biofizykę w Pirogowskiej Szkole Medycznej w Związku Radzieckim. W 1989 roku obroniła doktorat z neurobiologii i anatomii w Instytucie Badań Mózgu w Moskwie. Była profesorem na Uniwersytecie w Akwizgranie, zanim ponownie związała się z Uniwersytetem w Düsseldorfie w 2013 r. W opublikowanej liście 10 Breakthrough Technologies tworzonej przez MIT określona została mianem „Key Player”. Celem badawczym Amunts w pracy z ludzkim mózgiem jest stworzenie trójwymiarowego atlasu odwzorowującego struktury w mózgu, tak, aby umożliwić obrazowanie i zrozumienie jego skomplikowanej konfiguracji i funkcji pod mikroskopem. Konstrukcja ta jest nazywana „Wielkim Mózgiem”.